# William Wildman Campbell
William Wildman Campbell, född 2 april 1853 i Rochester i Vermont, död 13 augusti 1927 i Napoleon i Ohio, var en amerikansk republikansk politiker. Han var ledamot av USA:s representanthus 1905–1907.
Campbell studerade juridik och inledde 1878 sin karriär som advokat i Ohio. År 1905 efterträdde han John S. Snook som kongressledamot och efterträddes 1907 av Timothy T. Ansberry.
Campbell avled 1927 och gravsattes på Forest Hill Cemetery i Napoleon.